# Agence de notation financière
Pour les articles homonymes, voir Agence de notation.
Une agence de notation financière est un organisme chargé d'évaluer le risque de non-remboursement de la dette ou d'un emprunt d'un État, d'une entreprise ou d'une collectivité locale, et jamais d'un particulier. Rémunérée par le demandeur de notation financière, elle produit, à titre indicatif, des outils qui estiment les risques d'insolvabilité.
Le marché des agences est oligopolistique : trois agences seulement se partagent 95 % des demandes de notations dans le monde.
Contrairement à une agence de notation sociétale, ce type d'agence n'inclue aucun critère environnemental ou social dans ses notations. Les seuls critères d'évaluation pris en compte sont financiers. Par conséquent, elle évalue les risques financiers, et non des risques plus globaux notamment en rapport avec des critères de développement durable.
Les notations de ces agences sont étudiées attentivement par les marchés financiers internationaux, qui leur formulent parfois des reproches comme lors de la crise financière de 2007-2010 ou lors de la crise grecque de 2010.
Les avis qualitatifs produits par une agence sont à titre consultatif et indicatif : étant donné que les trois plus grosses agences sont de droit privé et américaines, elles se placent sous la protection du premier amendement de la Constitution des États-Unis et font jouer la concurrence entre elles.

## Histoire des agences de notation

### Extension de territoire, investissements et risques de crédit

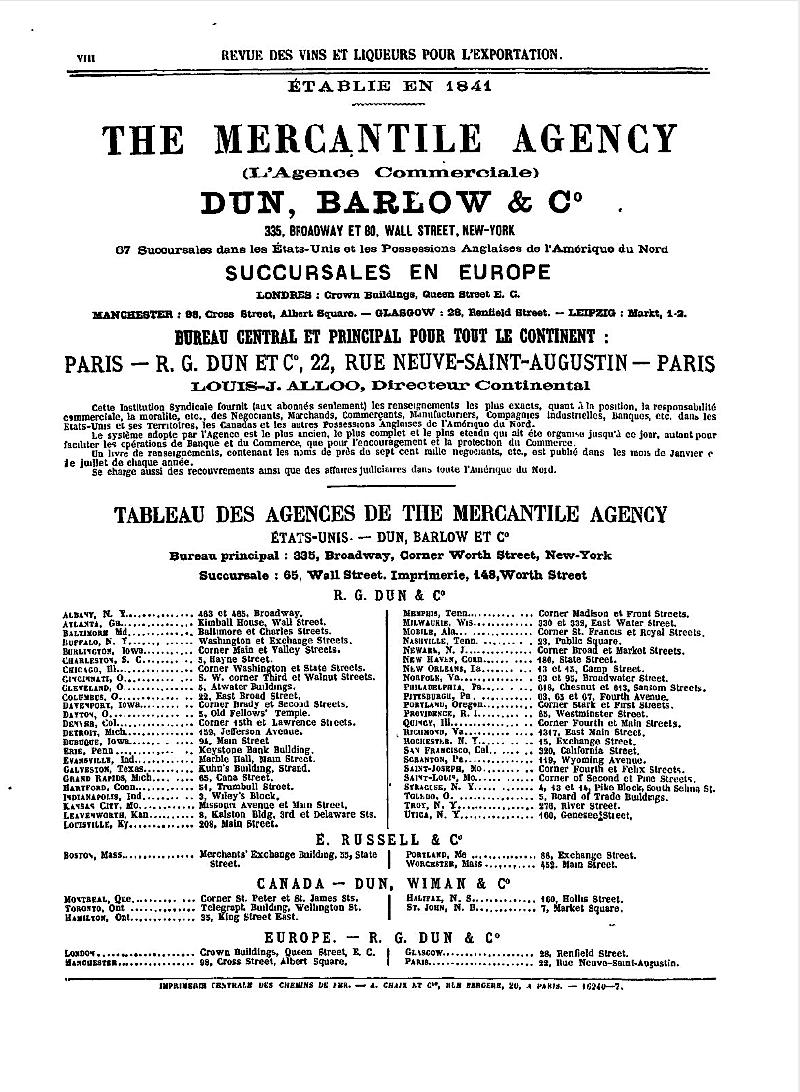
Publicité pour la Mercantile Agency publiée à Paris en avril 1877 montrant l'étendue du réseau de cette agence internationale (source : BnF).

La notion de risque-client et comment essayer de le prévenir apparaissent sous la forme de société de service financier au moment de la révolution industrielle américaine : plus la distance géographique entre le prêteur et l'emprunteur augmente, plus le risque de défaut de paiement devient élevé. Le cas américain est pour ainsi dire exemplaire : établi à l'Est, l'expansion croît vers l'Ouest, mais les infrastructures bancaires traditionnelles mettent plusieurs décennies à l'accompagner et la sécuriser ; conséquemment, émergent de nouveaux outils prudentiels.
Une première forme de notation apparaît à la fin de la première moitié du XIXe siècle aux États-Unis et concerne des entreprises et des banques dans un contexte fragilisé par la crise financière de 1837. En 1841, Lewis Tappan (en) établit à New York, sur Wall Street, The Mercantile Agency (en), qui va ouvrir, grâce à un associé, Robert Dun, au cours des vingt années suivantes de nombreuses filiales sur le territoire américain puis en Europe, et devenir l'une des toutes premières sociétés d'analyse financière de crédit. Dun publie le premier indicateur de notation financière (en anglais, ratings) sous la forme d'une brochure en 1851. Une autre agence, fondée à New York par John Bradstreet en 1849, publie également des notations en 1859 — deux structures qui mèneront à la formation de Dun & Bradstreet. La Mercantile Agency, connue à Paris sous le nom de L'Agence commerciale, Dun, Barlow et Cie, possédant bientôt près de 70 comptoirs, prend de l'importance après la crise bancaire de mai 1873, sur un marché international où les dettes souveraines commencent à peser sur les échanges et les règlements ; d'autre part, le développement du chemin de fer nécessite d'importants investissements par les compagnies ferroviaires, qui font de plus en plus appel au marché obligataire auprès du grand public et des investisseurs institutionnels.

### Premières notations analytiques
Dans un contexte global non régulé, les lignes de crédit engagées sur le sol américain sont sans commune mesure : la masse de capitaux levés au profit du financement de son immense réseau de chemins de fer est supérieure à ce qui se pratique en Europe de l'Ouest ; mis à part le cas du chantier du canal de Suez qui nécessita plusieurs emprunts colossaux (placement qui s'avéra plus que risqué), ce sont les obligations ferroviaires américaines qui dominent le marché dans les années 1870-1890. Durant ces années de ralentissement économique, les investisseurs cherchent à être rassurés, mais la grande majorité des porteurs constitue des portefeuilles dans le seul souci d'une rente. Les choses évoluent à partir des années 1880, quand le capital des entreprises s'ouvre massivement : celles-ci fabriquent alors un bilan qui reflète leurs propres intérêts et non la réalité. Dans les années 1890, les Britanniques mettent au point le modern financial reporting (MFR), un modèle comptable et financier qui permet de donner une vue plus juste de la situation d'une compagnie. Ce modèle va faire école. Il se répand essentiellement parce que, désormais, les entreprises, pauvres en capitaux, n'ont que le marché comme ressource : elles doivent, si elles veulent séduire les investisseurs, présenter des comptes lisibles, honnêtes (a true and fair view) et standardisés ; d'autre part, devenant dépendante du marché, elles passent aux mains d'actionnaires qui, désormais, vont leur demander des comptes. Ainsi, après 1900, émerge des sociétés de service spécialisées en qualification financière et capables de calculer des ratios, de produire des projections,. Entre 1890 et 1900, les calculs de risque commencent à s'appliquer aux actions et à la Bourse, dans l'espoir d'en rationaliser la dimension spéculative. Analyste financier, Henry Varnum Poor (en) (1812-1905), longtemps commissionné par le gouvernement américain au développement des chemins de fer de l'Ouest, publie des rapports annuels très attendus, qui incluent tous les aspects de l'industrie (canaux, mines, acier, bâtiment, etc.).

### L'émergence d'agences référentes
Après la crise bancaire de 1907 et le refus du gouvernement américain de mettre en place une autorité centrale de régulation, le marché en appelle à des indicateurs indépendants, mais surtout compétents. En Europe, notamment à Paris, pèse de plus en plus la masse des emprunts russes, émis par un pays politiquement instable. En 1909, l'analyste financier John Moody (1868-1958) facturent les premières notations contre demande, lesquelles circulent sur l'ensemble des marchés ; en 1913, la Moody's Investors Services Incorporation, applique désormais ses outils analytiques à l'ensemble des valeurs et des entreprises emprunteuses, évaluant l'insolvabilité sur un plus large spectre. L'activité des compagnies ferroviaires est notée de A pour les firmes jugées les plus solvables à F pour celles qui sont en défaut de paiement. Dans la foulée, trois autres agences de services financiers s'imposent : Poor's en 1916, Standard Statistics Company en 1922, et Fitch Publishing Company en 1924, spécialisée dans la notation du secteur bancaire régional et communal.

### Double choc: l'après guerre et 1929
L'immédiate après guerre repose la question de la dette souveraine et surtout des dettes intergouvernementales, principalement entre les États-Unis, ses alliés et les pays vaincus. L'Allemagne, entre autres, fait défaut de paiement dès 1920. Le marché de la reconstruction belge et française est source de dépenses et d'endettements qui dopent les émissions obligataires et d’actions, ainsi que le nombre de fonds de pension et d’investisseurs individuels, tous demandeurs de notations de la part des agences. Le taux d'endettement des États, des entreprises et des particuliers atteignent en 1927 des niveaux records.
La dépression de 1929-1932 suscite en réponse une série de réglementations : sur le plan international, la Banque des règlements internationaux (1930) gère à la fois le problème de la dette allemande et les créances de banques centrales ; le Glass-Steagall Act voté au Congrès en 1933 régule l'ensemble du tissu bancaire américain et plafonne les taux d'intérêt ; la Securities and Exchange Commission (SEC) fondée en 1934 devient le gendarme de la bourse américaine et impose aux banques de s'appuyer sur les notations produites par des agences indépendantes pour constituer leurs portefeuilles et fonds d'investissement spéculatifs, seules les valeurs notées Aaa, Aa, A ou Baa sont recommandées.

### Années 1970-1980: où l'on reparle des agences
La banqueroute de la Penn Central Transportation Company (1970) fait à nouveau réviser le métier de ces agences : elles notent plus sévèrement, elles analysent plus clairement les créances à long terme (obligations) mais aussi à court terme (billets de trésorerie). Jusqu’aux années 1970, ces agences, en dépit de leur importance, ne subissaient aucun contrôle spécifique et demeuraient sans obligation réglementaire. À partir de 1975, avec les effets du premier choc pétrolier, elles commencent à être régulées, d'abord aux États-Unis, par la SEC, quand, à la même époque, les deux principales agences américaines Standard and Poor's et Moody's ouvrent leurs services au marché international.
En France, l'Agence d'évaluation financière (ADEF) ouvre en 1986 à Paris et ne travaille qu'à l'échelon hexagonal : la notation des créances négociables devient peu à peu une réalité incontournable du marché financier français.
Sur le plan international, pèsent sur les marchés en 1986-1988 le taux d'endettement des entreprises et particuliers japonais ainsi que la fragilité des pays latino-américains.

### Passage du siècle: entre secousses et légitimité questionnée
Standard and Poor's, Moody's et Fitch Ratings sont avant 2000 les trois agences de notations leaders sur le plan mondial. En 2001, éclate le scandale d'Enron qui jette un voile de suspicion sur l'audit comptable et financier des grosses entreprises. Le climat s'alourdit, tandis que les attentats du 11 septembre mettent Wall Street en deuil.
En 1994, face à la domination de fait des agences américaines, une agence chinoise, la Dagong Global Credit Rating est instituée, mais reste à ce jour moins influente que ses concurrentes occidentales, en dépit d'une forte croissance.
L'impact désastreux de la crise de 2008 ouvrent une vaste polémique (lire ci-dessous) sur l'utilité et la pertinence des agences de notations financières. Les gouvernements et les banques centrales, qui ont massivement investi pour sauver le système en injectant des centaines de milliards de dollars de liquidités, avaient signé les accords prudentiels de Bâle II en 2004, lesquels se révèlent insuffisants : de nouvelles normes avaient été décidées pour les fonds propres, confirmant le rôle de la notation dans la protection des acteurs économiques et financiers, et déclinant des catégories d’exposition au risque de crédit, maintenant calculés selon la note attribuée aux actifs des banques. Les économistes font, après coup, le constat suivant : les agences de notation réagissent tardivement, et si elles abaissent leurs notes, cela aggrave la détresse et le chaos. Si elles ne le font pas, elles sont inutiles. Le dilemme n'a pas de solution.
En 2009, les agences de notation habilitées à travailler dans l'Union européenne, doivent se plier au règlement européen no 1060/2009 conformément à l'Autorité européenne des marchés financiers seule apte à délivrer des habilitations. En France, la Loi de régulation bancaire et financière du 23 octobre 2010, dans son chapitre 3 encadre en particulier les communications des agences de notation.

## Les agences de notation aujourd'hui

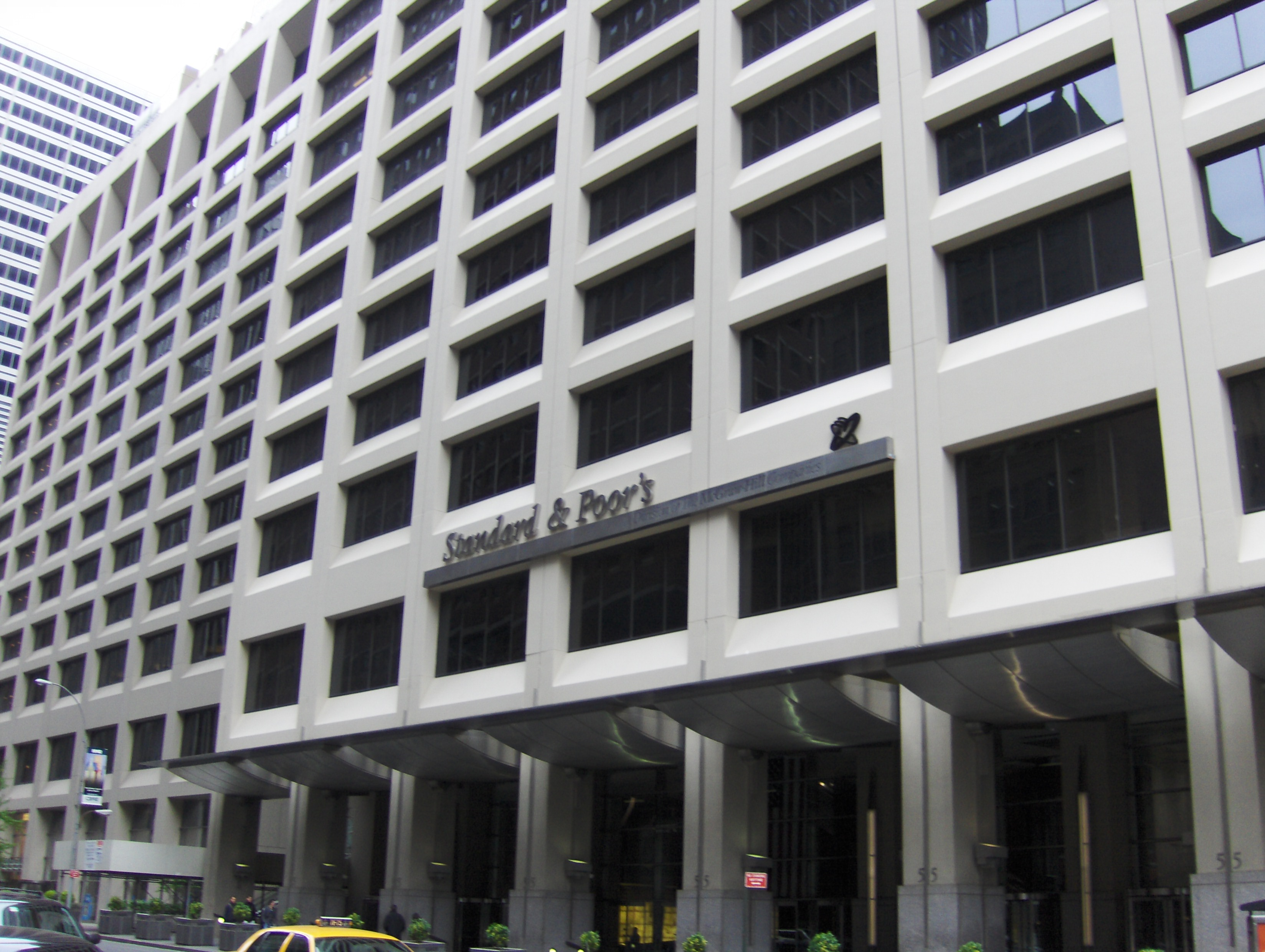
Siège de Standard & Poor's (S&P, filiale de S&P Global), l'une des trois grandes agences de notation financière dans le monde (Manhattan, New York).

En 2010 sont répertoriées[Où ?] 150 agences de notations financières dans le monde mais peu ont une vocation mondiale (c'est-à-dire notant banques et sociétés industrielles transnationales ou des pays souverains). Parmi elles, certaines sont qualifiées de NRSRO (en) (nationally recognized statistical rating organization) par la SEC, commission de surveillance des marchés financiers américains. De sept à la création du statut en 1975, il n'en restait plus que trois à la fin des années 2000, à la suite de fusions-acquisitions dans le secteur, avant que la SEC n'en adoube de nouvelles. En octobre 2011, elles sont au nombre de neuf. Ce statut est très important, parce qu'il fait entrer les agences concernées dans le fonctionnement de la finance, car la règlementation américaine impose aux intervenants financiers de prendre en compte ces notations.
Toutefois, dans les années 2010, des agences non-américaines se syndiquent, on assiste à la formation d'un front alternatif à l'oligopole que constitue « The Big Three ».
En 2013, Spread Research (en) (établie à Lyon) devient la première agence certifiée par l'Autorité européenne des marchés financiers en dehors de Big Three.

### «The Big Three»
« The Big Three » (« les trois grandes ») réalisent 94 % du chiffre d’affaires de la profession : depuis 2004, Moody's et Standard & Poor's détiennent, alors, chacune, 40 % du marché, et Fitch Ratings 14 %. En 2016, elles représentent un chiffre d'affaires consolidés de plus de 10 milliards de dollars et emploient près de 23 000 personnes.
Sur le plan actionnarial, ces trois grosses agences de notation ne sont pas toutes financièrement indépendantes :
Fitch Ratings est contrôlée à hauteur de 20 % par la holding Fimalac dirigé par Marc Ladreit de Lacharrière, par ailleurs propriétaire de VegaFrance et actionnaire dans d'autres sociétés. Le groupe de medias américain Hearst Corporation détient 50 %[réf. nécessaire]. Fimalac possédait initialement 50 % de Fitch Group, mais a vendu en décembre 2014 les 30 % de ses parts à Hearst pour la somme de 1,965 milliard de dollars.
Moody's appartenait jusqu'en 2000 au groupe Dun & Bradstreet, puis est financièrement indépendante, avant, en mai 2008, d'être détenue par Moodys Corporation qui, coté en bourse, a fait entrer ses actionnaires, à hauteur de 13 %, dans le fonds d'investissement Berkshire Hathaway, propriété de Warren Buffett.
Standard & Poor's a été acquise en 1966 par le groupe d'édition McGraw-Hill, qui publie le journal Business Week, de nombreux autres journaux financiers et possède de nombreux réseaux de télévisions. Ce groupe a été scindé en 2013 en McGraw-Hill Education, un des leaders mondiaux de l'édition universitaire et scientifique, et S&P Global, maison mère de Standard & Poor's.

### Les autres agences
Il existe plusieurs agences de notation financière qui sont spécialisées dans certains marchés, par exemple DBRS, Dagong, ICRA (Investment Information and Credit Rating Agency of India), MicroRate (notation de micro-crédits), etc.
En 2013, ARC Ratings World Partners se constitue en un pool regroupant CPR Portugal, CARE Rating Inde, GCR Afrique du Sud, MARC Malaysie, SR Rating Brésil et obtient la certification globale,.

## Fonctionnements pratiques

### Mode de rémunération
Une agence est rémunérée par les entités voulant être notées ou par celles utilisant la note (États, entreprises, hedge funds, spéculateurs). Selon le barème 2009 de Standard & Poor's pour les États-Unis par exemple, une entreprise doit verser au minimum 70 000 dollars au début du processus de notation, puis un abonnement de « surveillance » atteignant environ la moitié de cette somme initiale. Chaque fois qu'elle émet de la dette sur les marchés, elle s'acquitte alors en plus d'une commission de 0,045 % de la transaction. 90 % du chiffre d'affaires des agences de notation provient des entités notées,.

### Rentabilité
Ce modèle économique est hautement rentable pour les agences (Moody's envisageait par exemple sur une marge opérationnelle (résultat opérationnel rapporté au chiffre d'affaires) de 39 % en 2011 ; Standard & Poor's de 43 % sur le premier trimestre 2011 et Fitch de 58 % sur l'exercice décalé 2010/2011.[réf. nécessaire]

### Les agences de notation depuis la réglementation bancaire Bâle II (2004)
Dans la règlementation bancaire de Bâle II, la méthode dite « standard » autorise les banques à avoir recours aux notes des agences de notation pour déterminer le niveau de fonds propres approprié. Pour que les banques puissent utiliser le rating d'un organisme externe, il faut que celui-ci soit agréé par une agence d'évaluation de solvabilité indépendante (external credit assessment institution ou ECAI).
Les agences agréées doivent remplir certains critères :
1. L’objectivité : elle doit être démontrée empiriquement. Les méthodes de notation doivent être rigoureuses, systématiques et pertinentes ;
2. L’indépendance : les agences de cotation ne doivent pas être des institutions publiques, ni compter des banques dans leur actionnariat. Cela amènerait des conflits d’intérêt nuisible à un jugement indépendant et objectif ;
3. La transparence : les notes doivent être accessibles à tous. Cela ne veut pas dire pour autant que l’accès est gratuit ;
4. L’information du public : cette exigence va de pair avec le devoir de transparence ;
5. Un niveau de ressources suffisant : les agences d'évaluation de solvabilité indépendantes (external credit assessment institutions) doivent disposer des ressources financières et humaines pour mener à bien leurs missions. Il leur faut des experts des secteurs dans lesquels elles interviennent pour attribuer une note bien fondée ;
6. La crédibilité : la crédibilité est le résultat du respect de tous les critères précédents. C’est le niveau de confiance que font les tiers aux agences de notation.

Ces critères — difficiles à remplir — peuvent expliquer la prépondérance des trois agences globales.

## L'indépendance des agences de notation financière en question

### Évolution de la structure de marché (business model) des agences de notation
Si les agences de notation existent depuis les années 1920, la structure de marché a considérablement évolué. Initialement, les personnes souhaitant obtenir la notation d'un investissement (en capital ou dette) payaient pour cette notation. Cependant, dans les années 1970, compte tenu (I) du développement de la photocopie qui menaçait le modèle « investisseur-payeur », (II) de l'accroissement des coûts de notation de produits de plus en plus complexes et (III) des exigences de transparence sur les marchés qui impliquaient une information identique des investisseurs, Moody’s et Standard & Poors ont commencé à facturer les émetteurs pour l'obtention de leur propre notation.

### L'indépendance contestée des agences de notation dans le système «émetteur-payeur»
Les relations entre donneur d’ordre et agence de notation sont particulières en ce sens que l’agence est employée par l'acteur de marché qui souhaite être noté, ce qui soulève la question de l'indépendance de l'agence dans le processus de notation. La confiance du marché dans cette indépendance repose sur l'idée qu'une agence de notation doit préserver sa réputation. En d'autres termes, par peur de perdre sa crédibilité et donc l'ensemble de ses affaires, une agence n'a pas intérêt théoriquement à prendre le risque de sous-noter un de ses clients.
Ce mécanisme de réputation connaît cependant d'importantes objections mises en avant par un chercheur américain, Kenneth C. Kettering :
- les investisseurs institutionnels (banques, assurances) ne recourent pas aux notations parce qu'ils valorisent la réputation des agences mais parce que les réglementations comptables favorisent la détention d'actifs bien notés. Aussi, ce n'est pas la réputation mais plutôt l'« autorisation de noter »[25] qui impose le recours aux agences de notation. De plus, les récents fiascos de ces agences (par exemple: sur-notation d'Enron ou des subprimes) ont sans nul doute atteint leur réputation mais pas leur chiffre d’affaires ce qui tend à démontrer l'insuffisance du mécanisme de la réputation pour assurer l'indépendance ;
- la défense habituelle des agences selon laquelle elles n'auraient jamais intérêt à perdre leur réputation pour noter un unique investissement ne fonctionne pas dans le cadre de la crise des subprimes. En effet, si une agence avait refusé de donner une « bonne » note aux produits structurés assis sur des emprunts immobiliers, elle ne se serait pas privée d'une seule notation mais d'une part substantielle de ses revenus (soit 42,32 % de son chiffre d’affaires annuel[26]) ;
- enfin, lorsqu'un nouveau produit est introduit, le mécanisme de la réputation n'est pas satisfaisant dans la mesure où aucune agence n'a, par définition, de réputation pour la notation de ces produits.

En dépit des tentatives des régulateurs américain et communautaire pour limiter les effets pervers de cette structure de marché par des régulations ponctuelles (e.g., limitation de la concentration des honoraires d’une agence auprès d’un unique client, prohibition des bonus versés aux salariés des agences en fonction des résultats d’un investissement noté, accroissement des obligations de transparence sur les critères de notation), la confiance dans ces agences n’a pas été rétablie et des modèles de marchés alternatifs sont désormais envisagés.

### Les modèles de marché alternatifs
- Le retour au système « Investisseur-Payeur » :

Certains observateurs et acteurs du marché de la notation proposent un retour à une structure de marché où les investisseurs paieraient pour obtenir la notation d’un investissement donné. Cette structure de marché a le mérite de limiter le risque de conflit d’intérêt mais soulève des objections liées à la mise à disposition du public de cette information (la notation étant, avec ce modèle de marché, réservée aux seuls « investisseurs-payeurs »). Cette alternative s’inscrit également dans un contexte plus global de défiance vis-à-vis des réglementations comptables imposant aux investisseurs institutionnels la détention d’actifs sûrs (c’est-à-dire bien noté) : le marché étant le meilleur évaluateur de la qualité d’un investissement (par le mécanisme classique d’offre et de demande), aucune réglementation ne devrait se baser sur l’évaluation d’un tiers pour imposer la détention de tel ou tel actif.
- L’instauration d’une agence de notation publique :

La présidente de la SEC et les régulateurs boursiers scandinaves favorisent l’instauration d’au moins une agence de notation publique. Cette solution qui limiterait effectivement le risque de conflits d’intérêt soulève néanmoins certaines critiques. Tout d’abord, elle risquerait d’introduire des disparités nationales ou régionales dans les pratiques de notation alors que ces opinions ne connaissent pas de frontières. Une agence de notation publique qui aurait à noter l'État dont elle dépend, ou ses agences ou ses collectivités locales verrait son indépendance suspectée et son indépendance contestée. De plus, certains émetteurs et investisseurs ont manifesté des craintes quant aux lourdeurs administratives qui pourraient être induites par l’intervention de cette nouvelle autorité publique qui limiterait ainsi l’innovation financière.
- L’interposition d’un tiers indépendant :

Vincent Fabié, chercheur de l’université de Berkeley a proposé une solution intermédiaire au terme de laquelle une autorité de marché (telle que l’AMF en France ou la SEC aux États-Unis) ou un conseil représentatif des investisseurs s’interposerait entre l’émetteur et l’agence de notation. Le paiement de la notation continuerait d’être à la charge des émetteurs mais la sélection et l’instruction de l’agence reviendrait à l’autorité de marché. Cette interposition limiterait le risque de conflits d’intérêt en mettant un terme à la relation directe entre l’émetteur et l’agence, et faciliterait également la mise en place de politiques de rémunérations des agences en fonction de leur performance. Cette thèse fit en son temps l’objet de nombreux débats et fut défendue par certains investisseurs américains.

### La proposition de création d'une agence de notation européenne
L'idée de création d'une agence de notation européenne  a été proposée par le chef de file des ministres des finances de la zone euro, Jean-Claude Juncker, puis reprise fin mars 2010 par le vice-chancelier allemand, Guido Westerwelle. Angela Merkel a évoqué elle-même cette proposition début mai 2010.
Michel Barnier, le commissaire européen au Marché intérieur, exprime le 30 avril 2010 le souhait de création d'une agence de notation européenne : « Le paysage des agences est trop concentré. Je réfléchis sans improvisation à l'idée, à la faisabilité et à la valeur ajoutée d'une agence européenne ». Le même Michel Barnier a renchéri en déclarant, le 14 novembre 2011, vouloir donner à l'Europe (et plus précisément à l'ESMA, l'Autorité européenne des marchés financiers créée au début de 2011), « la possibilité de suspendre temporairement pendant deux mois, à un moment qu'elle jugera opportun, la notation ». Cette déclaration intervient juste après l'annonce erronée du 10 novembre, par l'agence Standard and Poor's, de la dégradation de la note de la France. Dès le lendemain, Michel Barnier, prenant acte du fait que la Commission ne souhaite pas s'engager sur une procédure sans doute impossible techniquement et très dangereuse politiquement, renonce à son initiative « innovante, peut être un peu trop innovante ».

## Critiques
Les agences sont critiquées en particulier pour :
- l’opacité des méthodes de notation et des variables prises en compte pour juger de la solvabilité d’un État, d’une collectivité locale, d’une entreprise ou d’une banque. Après la crise de 2007, les agences ont cependant été plus transparentes par exemple avec des publications sur les analystes de Moody’s, Fitch et Standard & Poor’s, et sur les investisseurs[8] ;
- le caractère oligopolistique du secteur de la notation, où trois entreprises accaparent la quasi-totalité du marché. Certains experts tels que les économistes du World Pensions Council considèrent que les recommandations dites de Bâle II ont obligé les banques européennes et la Banque centrale européenne à recourir plus que jamais aux estimations standardisées du « risque crédit » commercialisées par deux agences de notation américaines. Ils estiment qu'à de nombreux égards, Moody’s et S&P (qui représentent à eux deux plus de 87 % de l’activité de notation financière à l’échelle mondiale) forment un duopole privé dérégulé particulièrement opaque, institutionnalisé et entretenu par des pouvoirs publics passifs qui lui ont donné en fermage des pans entiers de leur pouvoir de régulation[38] ;
- les conflits d’intérêt apparus au sein des agences en raison de leur mode de rémunération, puisque l’essentiel de leurs revenus provient des émetteurs de dette à qui les agences attribuent des notes[38]. L'avènement des titrisations massives (années 1990) a poussé les entreprises à demander une note aux agences lors des montages financiers, pour note Norbert Gaillard « maximiser la note des produits structurés destinés à être émis. Cette pratique a fait naître des conflits d’intérêts majeurs, les agences s’engageant dans une activité de conseil auprès d’entités qu’elles doivent ultérieurement noter »[8]. Ainsi même si l'Autorité des marchés financiers (France) a demandé dans son rapport annuel sur les agences[39] de « communiquer les conflits d’intérêts réels et potentiels », la liste par exemple des actionnaires de l'agence Moody's n'est pas une donnée publique ;
- la difficulté des agences à bien anticiper ou évaluer de grandes crises (ex : crise asiatique de 1997-1998), les risques d’insolvabilité pesant sur certains acteurs économiques et les défaillances des emprunteurs. Ainsi à la veille du scandale Enron de 2001 comme lors de la crise des subprimes de 2008, plusieurs entreprises sont tombées en cessation de paiement, ou leurs titres ont été totalement dépréciés, alors qu'elles avaient une notation considérée comme tout à fait solvable ou sûre ;
- de plus, une fois les crises confirmées, les agences montrent une tendance à sur-réagir, avec des abaissements de notation (particulièrement meurtriers, comme dans le cas des crises asiatique et russe, des faillites d’Enron et d’Andersen et plus récemment de la crise de la dette souveraine grecque ou portugaise) décidés en pleine récession économique et dont la conséquence immédiate est d’aggraver et de faire perdurer encore une crise que par ailleurs elles n'ont pas été nécessairement capables de prévoir ;
- leur influence procyclique car leurs modèles de risque s'appuie dans une large mesure sur des variables déterminées par le marché, comme les cours des actions et les spreads de crédit[40] ;
- la discontinuité des notations, alors que ces mêmes notes influencent des cotations continues, engendrant de facto de brusques variations de cours.

### Rôle, incidence négative ou discutable, réactions

#### L'évaluation d'Enron (octobre 2001)
Si les investisseurs sont censés être attentifs à la notation, la question de la validité de cette opinion, de son sérieux, de son indépendance peut donc effectivement se poser : les agences de notation ont maintenu une bonne notation pour Enron jusqu'à quatre jours avant la faillite. L'importance de l'événement amène le congrès américain à enquêter sur la question de savoir si les agences doivent ou non être réglementées.

#### La crise des subprimes (2007)
Alors que l'agence fédérale américaine Securities and Exchange Commission (SEC) semblait jusque-là opposée à des mesures de contrôle sur les agences, la crise des subprimes va remettre en cause plus fondamentalement le rôle des agences et leur indépendance .
En effet, des produits structurés complexes utilisant les concepts de titrisation et de dérivés de crédit ont joué un rôle central dans l'accélération des effets de la crise, et les agences sont critiquées pour avoir joué un rôle trop actif dans le développement du marché, à un point tel que les banques utilisaient des modèles développés par les agences pour faire leurs montages. Puis, début 2008, on apprend que Moody's a donné par erreur la notation la plus haute à des produits structurés . Les investisseurs, qui avaient pardonné Enron, critiquent alors durement les agences et leurs pratiques, et exigent des changements fondamentaux, dont en tout cas l'abandon de la grille de notation « entreprise » pour les instruments structurés, ce que les agences annoncent être prêtes à envisager.

#### La dette grecque (2010)
Le rôle des agences de notation dans la crise de la dette publique grecque de 2010 et ses conséquences a également été critiqué par les gouvernements européens et la Commission européenne. Ils estiment qu'elles alimentent la spéculation des marchés financiers,.

#### Réactions des autorités de marchés
Devant l'ampleur du problème, la SEC ainsi que d'autres régulateurs, dont la Commission européenne, jugent à présent qu'ils doivent agir sur les agences. L'Autorité européenne des marchés financiers (AEMF) les enregistre et les supervise depuis le 1er juillet 2011. L’AMF qui en était auparavant chargée publiait chaque année un rapport sur leur rôle, leurs règles déontologiques, la transparence de leurs méthodes et l'impact de leur activité sur les émetteurs et les marchés financiers.

#### Dégradation «par erreur» de la note de la dette souveraine française
Le 10 novembre 2011, Standard & Poor's annonce à ses abonnés que la note de la dette souveraine de la France est abaissée, puis l'agence publie un démenti et reconnait une erreur. Cette affaire contribue au discrédit des agences de notations.

#### Réactions d'institutions internationales
En 2011, l'Organisation de coopération et de développement économiques (OCDE) a rejoint les critiques de la commission européenne à l'encontre des agences de notation. En qualité de Secrétaire général adjoint de l’OCDE, Pier Carlo Padoan a dénoncé les trois puissantes agences de notation. « Dernièrement, les agences de notation ont confirmé qu'elles étaient fortement procycliques », a-t-il déclaré dans un entretien au quotidien italien La Stampa.

## Contrôle et supervision des agences de notation
Les contrôles sont réputés de plus en plus effectifs depuis les années 1970 et plus poussés depuis la crise de 2007. Ils peuvent être rendus plus complexe quand l'agence n'est pas une entité unique de notation, mais un groupement d'entités juridiques et techniques différentes. Il est facilité si l'Agence est transparente et respecte les normes internationales d'information financière (IFRS), ce qui est devenu obligatoire dans l'Union européenne.
Les agences de notation qui sont des entités uniques sont souvent de petites agences (moins de 50 employés) et plutôt spécialisées dans leur marché local, et ne publiant que peu de notations de crédit. Pour ne pas les défavoriser sur le marché, elles peuvent bénéficier de procédures allégées, et demander des dérogations pour certaines normes.

### En Europe
Il existe maintenant une liste des agences de notation de crédit enregistrées et certifiées, en ligne sur le site de l’AEMF/ESMA. Leur conformité aux règles européennes est depuis 2011 évaluée via six domaines principaux : « organisation générale et gouvernance, contrôles internes, activités commerciales et ressources, conflits d’intérêts, processus et méthode de notation, informations, et mécanismes d’aval ». Toute entreprise prévoyant d'émettre des notations de crédit doit immédiatement demander à l'ESMA de s'enregistrer (sous peine d'amendes ou de au retrait de l'enregistrement, c'est-à-dire d'interdiction d'exercer ce métier dans toute l'Europe). Et le règlement prévoit  prévoit que pour avaliser une notation de crédit émise dans un pays tiers par une Agence opérant en Europe « il convient que le cadre réglementaire dudit pays tiers fixe des exigences « aussi strictes que » celles prévues aux articles 6 à 12 du règlement Agences » et en outre un accord de coopération approprié doit avoir été « conclu entre l’AEMF et l’autorité compétente concernée de l’agence de notation établie dans le pays tiers » (En 2011, seul le Japon et l'Australie étaient considérés par l'AEMF comme ayant des exigences comparables ou supérieures à celle de l'UE).
- 2009 : le parlement européen et le conseil de l'Europe édictent un règlement[56] visant à réduire les risques de conflits d’intérêts réels et potentiels, et à atteindre un haut niveau de qualité et une transparence suffisante des notations et du processus de notation. Dès septembre 2009, toute agences de notation exerçant dans l’UE devaient être enregistrée ou certifiée par l'autorité nationale dédiée à son contrôle, dans l'État-membre d’origine où les autorités nationales compétentes de contrôle (ANCs) doivent évaluer de la conformité des demandeurs avec les normes européennes d’indépendance, d’objectivité, de transparence et de qualité de ces agences (telles que définies dans le règlement[53].
- 2010 : En septembre 2010, le nombre d'enregistrements sollicités était de 45 dont une seule avait demandé une certification[57]. Parmi ces 45 entités juridiques « trois groupes d’agences de notation se distinguent particulièrement (qui représentent ensemble un total de 16 entités juridiques) » (selon l'AEMF qui dispose d'un comité permanent sur les agences de notation). Le 6 décembre le Comité européen des régulateurs de valeurs mobilières (CERVM) émet un rapport portant notamment sur la mise en œuvre des obligations de l'annexe I de ce règlement[58].
- 2011 : en juillet entrait en vigueur une modification du règlement européen[59] qui donne à l’Autorité européenne des marchés financiers (AEMF, ou ESMA pour les anglophones) un pouvoir exclusif de supervision directe des agences de notation ; c'est la première fois qu'on lui confie une compétence d’enregistrement et de contrôle. Parallèlement les autorités nationales équivalentes (AMF en France) sont progressivement relevée de ce type de compétence au profit de l’AEMF qui devient autorité unique sur le sujet. Ce transfert de compétences du niveau national à européen s’est achevé via l’enregistrement des filiales locales des grandes agences fin octobre 2011. A ce moment 15 agences de notation avaient été enregistrées dans l'UE (dont DBRS, Fitch, Moody ́s et Standard & Poor’s, enregistrées après d'autres agences, plus petites), et une agence japonaise était certifiée[52]. Durant 2011 deux demandes avaient été refusées et 4 autres traités puis rejetées (incluant un groupe de 9 entités juridiques) et 3 demandes étaient encore en cours d'étude. 
Jusqu'à juillet 2011, les ANCs à la demande de l'AENC ont du répéter (au moins deux fois, en moyenne) leurs demandes de transmission d'informations supplémentaires pour permettre la complétude de dossiers tels que demandée par l'Europe ; des curriculum vitae, extraits de casier judiciaire et/ou des déclarations solennelles de bonne réputation ont aidé à affiner les évaluations de compétences et de probité des analystes (analystes crédit...) et des dirigeants de ces agence[53]. En 2011, l'AEMF demande aux agences d'améliorer [53] :
  - « la documentation des réunions internes » ;
  - « le calendrier de distribution de documents en amont des comités de notation » ;
  - « l’adéquation des ressources consacrées aux activités d’analyse » ;
  - « les fonctions de contrôle interne et administrateurs indépendants » ;
  - « la publication des méthodes de notation » ;
  - « les procédures de publication des mesures de notation » ;
  - « l'environnement informatique ».
- 2012 : l'AEMF confirme la mise en place d'une plateforme CEREP (pour « Central Repository ») qui est une base de données agrégée de notations de crédit (informations relatives à la performance antérieure des notations de toutes les agences enregistrées en Europe, incluant la fréquence de changement dans les notations, des informations sur les défaillances de notations), annoncée pour janvier 2012 ; accessible au grand-public[60]. Les Agences opérant en Europe ont obligation d'alimenter cette base en respectant certaines normes techniques (de structure, format, méthode, périodicité [(en avril et octobre de chaque année)]...)[61]. 
Et l'AEMF produit son premier rapport annuel (22 mars 2012) [62], et un rapport sur l’application du règlement, portant notamment sur la mise en œuvre de l’annexe I du Règlement par les agences de notation enregistrées ; elle doit aussi publier l'évaluation des besoins et ressources matérielles et humaines nécessaires à la mise en œuvre de ses obligations[63]. À cette époque seuls 10 États-membres ont enregistré des Agences de notation. En termes de pays-hôtes, l'Allemagne et le Royaume-Uni sont largement dominant avec 8 et 6 agences enregistrées dans le pays et validées par l'AEMF, devant la France et l'Italie qui accueillent chacun trois agences enregistrées[53]. En termes de typologies de notation : toutes sauf une, publient des notations d’entreprises, et 6 publient aussi des notations de crédit sur des dettes souveraines et des institutions publiques, 4 seulement notaient aussi des produits financiers structurés (et deux avaient déposé une demande pour publier de type de notation[53]. La plupart des Agences enregistrées (10 entités juridiques) étaient « petites » (moins de 50 employés chacune). Parmi elles, 7 ont demandé à être exemptées de l’obligation de disposer de membres indépendants dans leur conseil de surveillance[64], 5 pour exemption d'obligation de créer et de maintenir un service distinct chargé de la vérification de la conformité[65] et 5 pour déroger à l’obligation de mise en place d'un « mécanisme de rotation »[66]. L'AEMF a un pouvoir de contrôle (via des inspections in situ, via l'analyse de plaintes reçues par les participants au marché[67], ou d'alertes émises par des lanceurs d'alerte (y compris venant du sein d'agences de notation) ou via des revues et des évaluations documentaires consistant à analyser les informations envoyées par les agences de notation à l’AEMF, conformément à ses lignes directrices sur les pratiques et activités visant à garantir l’application des règles[68] et en interne elle s'appuie sur le SOCRAT (Supervision Of CRAs Tool)[53].

La surveillance des agences s'exerce en coopération avec l'European System of Financial Supervision (ESFS) l'European Banking Authority (EBA), l'European Insurance and Occupational Pensions Authority (EIOPA), l'European Systemic Risk Board et avec les autorités national compétentes pour la sécurité des marchés (NCAs).